# 홍하나임
홍하나임(2002년 8월 20일 ~ )은 대한민국의 배우이다.

## 영화
- 2018년 : 낙서
- 2021년 : 귀여운 남자
- 2022년 : 비상선언
- 2023년 : 잠

## 드라마
- 2019년 : 유튜브드라마 《찐엔딩》
- 2019년 : KBS2 수목드라마 《99억의 여자》
- 2020년 : 카카오TV 드라마 《며느라기》
- 2020년 : tvN 드라마 《여신강림》
- 2023년 : SBS 금토드라마 《7인의 탈출》- 유은영 역
- 2023년 : KBS 주말연속극 《효심이네 각자도생》
- 2024년 : KBS 일일연속극 《수지맞은 우리》- 송지원 역

## 공연
- 2022년 : 그날의 타이밍 2 (3월 9일 ~ 13일, 배역 - 하은&민지)

## 광고
- 2022년 : 헤어카카오